# Pteronotus
Pteronotus es un género de murciélagos que pertenecen a la familia Mormoopidae. Agrupa a 17 especies nativas de América divididas en tres subgéneros.

## Especies
Se reconocen las siguientes especies y subespecies:
- Subgénero Chilonycteris
  - Pteronotus macleayii
    - Pteronotus macleayii macleayii
    - Pteronotus macleayii griseus

  - Pteronotus personatus
  - Pteronotus psilotis
  - Pteronotus quadridens
    - Pteronotus quadridens fuliginosu
    - Pteronotus quadridens quadridens

- Subgénero Phyllodia
  - Pteronotus alitonus
  - Pteronotus fuscus
  - Pteronotus mesoamericanus
  - Pteronotus mexicanus
  - Pteronotus paraguanensis
  - Pteronotus parnellii
  - Pteronotus portoricensis
  - Pteronotus pristinus
  - Pteronotus pusillus
  - Pteronotus rubiginosus

- Subgénero Pteronotus
  - Pteronotus davyi
    - Pteronotus davyi davyi
    - Pteronotus davyi incae

  - Pteronotus fulvus
  - Pteronotus gymnonotus